# Велешани
Велешани (болг. Велешани) — село в Болгарии. Находится в Кырджалийской области, входит в общину Кырджали. Население составляет 138 человек.

## Политическая ситуация
В местном кметстве Велешани, в состав которого входит Велешани, должность кмета (старосты) исполняет Себахтин Юсеин Дурмуш (Движение за права и свободы (ДПС)) по результатам выборов.
Кмет (мэр) общины Кырджали — Хасан Азис (Движение за права и свободы (ДПС)) по результатам выборов.